# Prionolabis rufibasis
Prionolabis rufibasis är en tvåvingeart. Prionolabis rufibasis ingår i släktet Prionolabis och familjen småharkrankar.

## Underarter
Arten delas in i följande underarter:
- P. r. rufibasis
- P. r. sedula